# Matsuyama
Matsuyama (松山市 Matsuyama-shi?) este un municipiu din Japonia, centrul administrativ al prefecturii Ehime de pe insula Shikoku.

## Geografie
Coordonate geografice
- Latitudine: 33°50'20" N,
- Longitudine: 132°45'56" E.

Matsuyama are o suprafață de 42.88 km² și o populație de 516.406 locuitori (în anul 2011). Densitatea populației orașului Matsuyama este de 1.200 locuitori/km².

## Istorie
Cetatea a fost fortificată la începutul secolului al XVII-lea, dar fondarea propriu-zisă a orașului a avut loc mult mai târziu, la 15 decembrie 1889. În prezent, este cel mai mare oraș din prefectura Ehime.

## Cultură
- În anul 1895, scriitorul Sōseki Natsume s-a instalat în oraș, fiind profesor la gimnaziul din Matsuyama, și a scris romanul Botchan („Domnișorul”), (apărut în anul 1906), în care a descris viața din orașul Matsuyama.
- În anul 1923 a fost fondată Universitatea din Matsuyama.
- La Matsuyama, în 1998, a fost turnat filmul がんばっていきまっしょい (în transcriere romaji: Ganbatte ikimasshoi), regizat de Itsumichi Isomura.

## Galerie de imagini

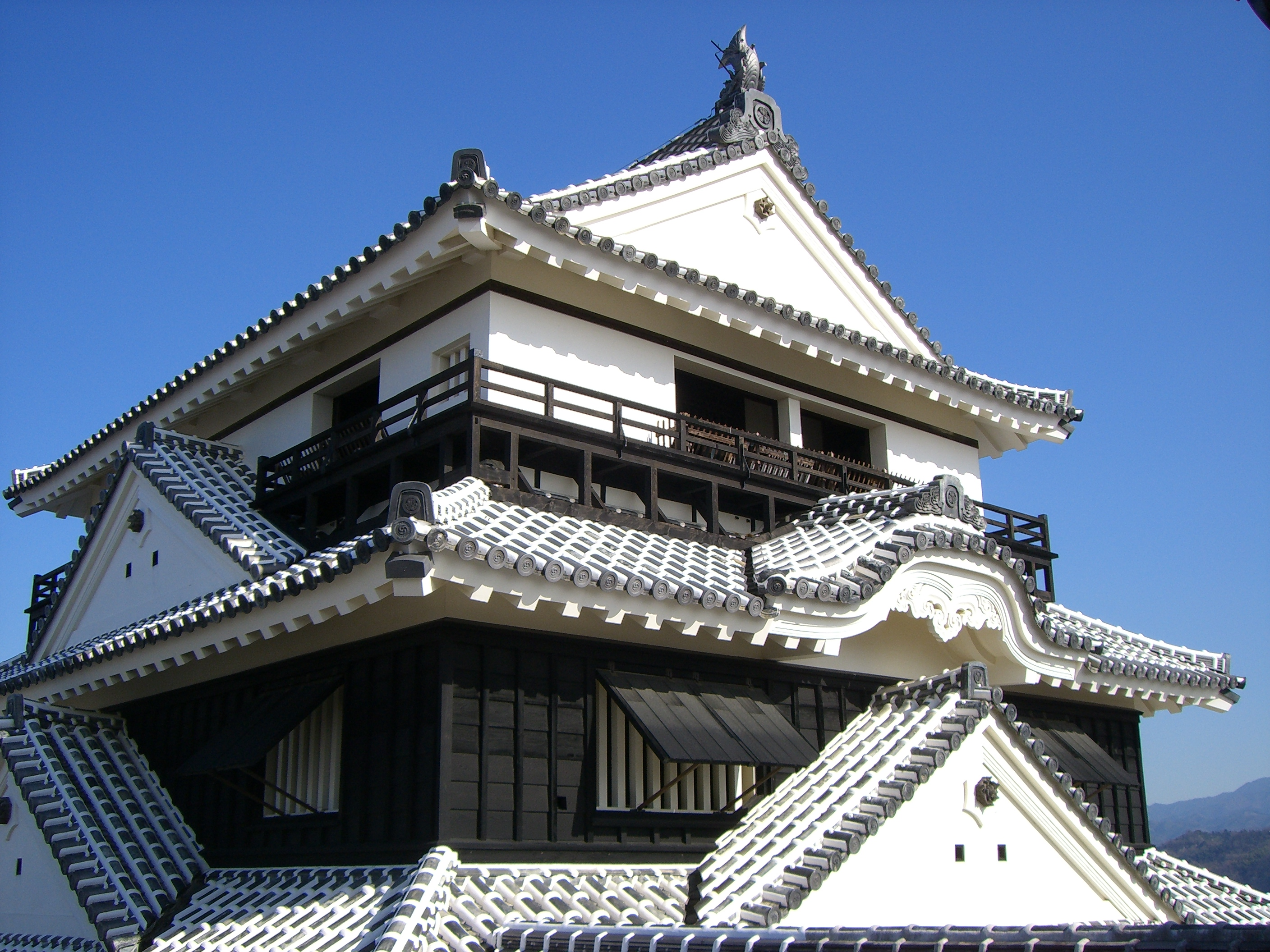
Matsuyama Castelul Turnul (Iyo)
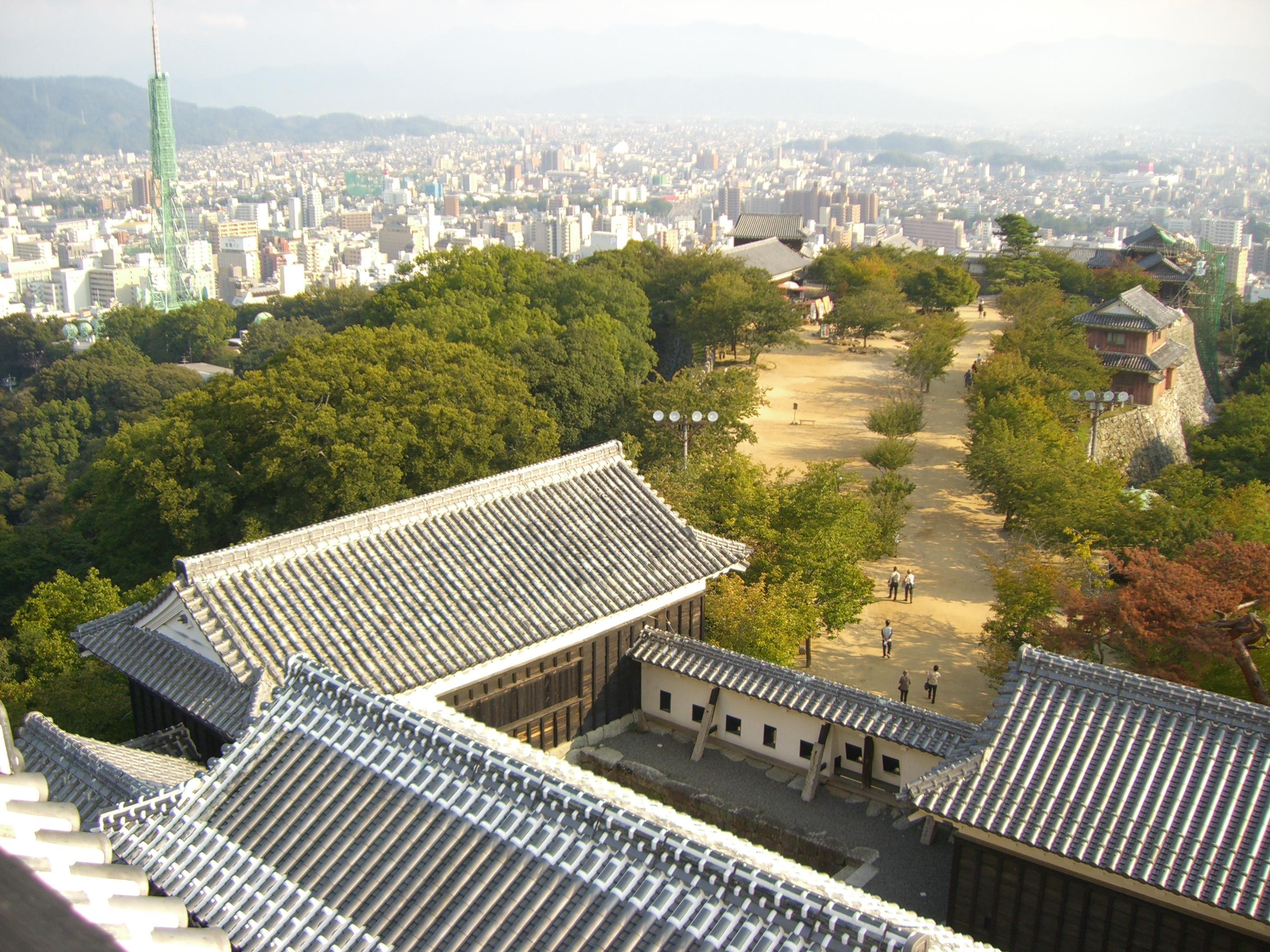
Castelul Square
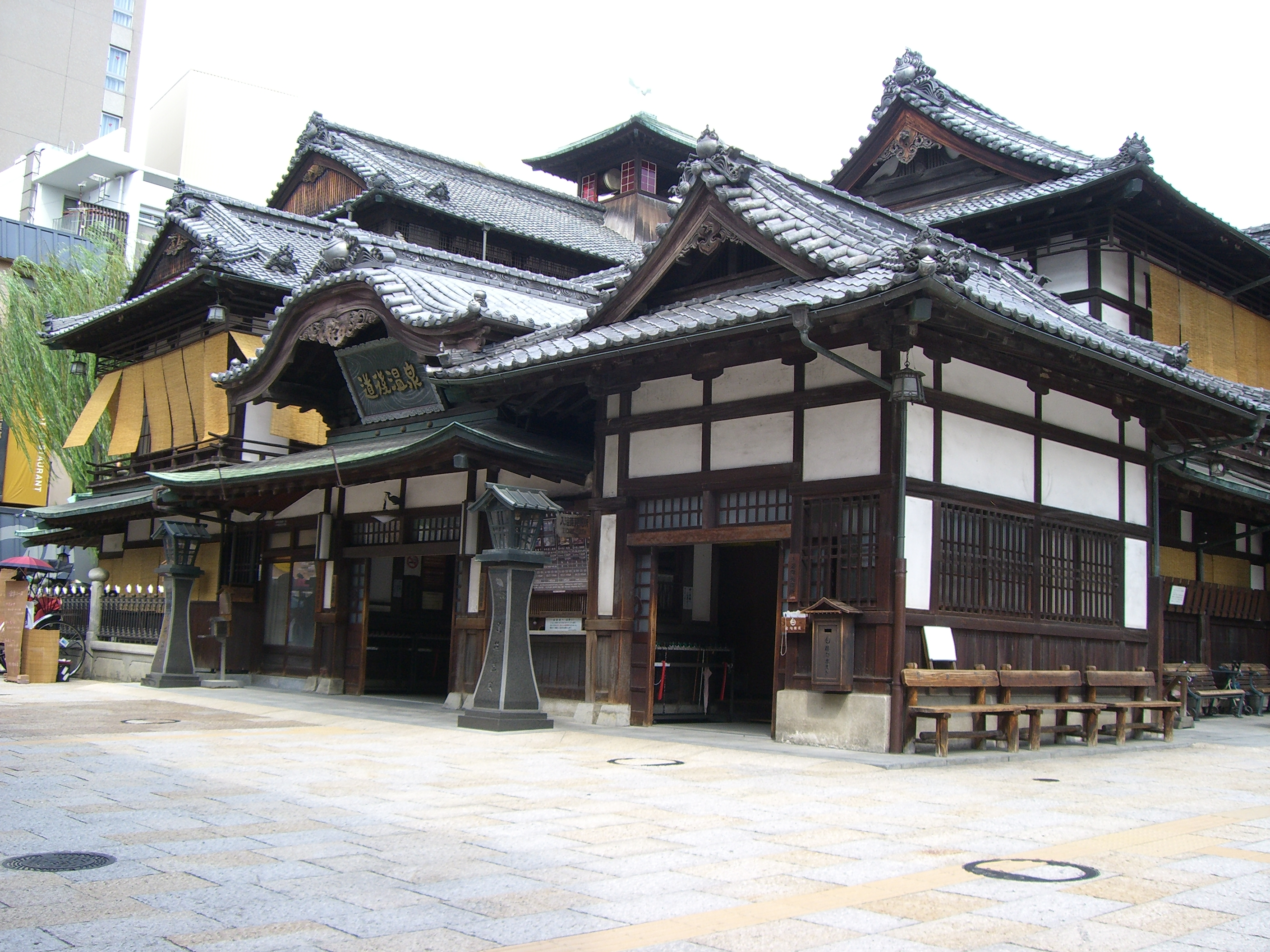
"Dogo Onsen" Hot Springs (clădirea principală)
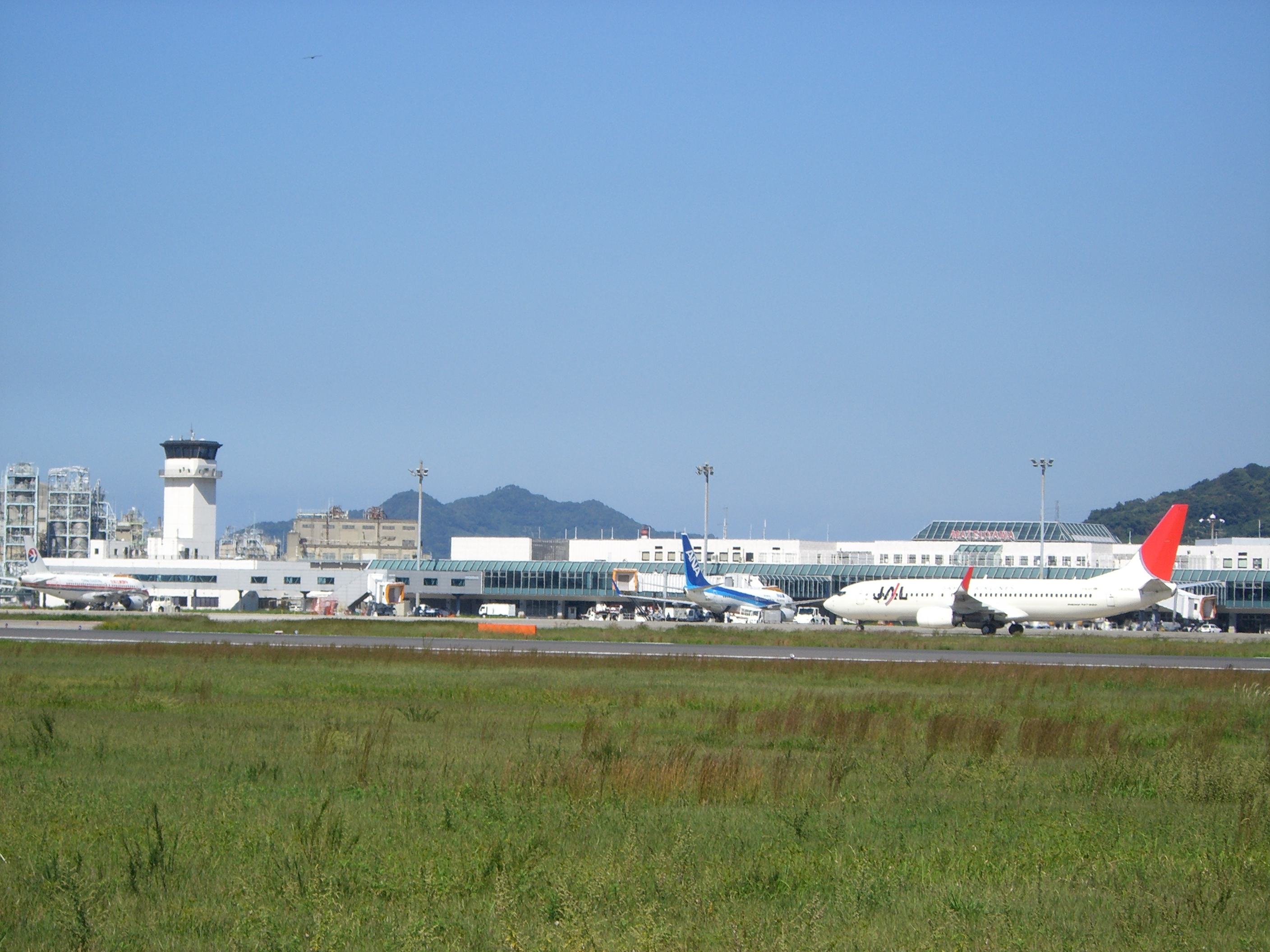
Aeroportul Matsuyama

## Orașe înfrățite
- Freiburg, Germania
- Sacramento (California), Statele Unite ale Americii
- Pyeongtaek, Coreea de Sud